# روي لو
روي لو (بالإنجليزية: Roy Law)‏ هو لاعب كرة قدم بريطاني، ولد في 29 سبتمبر 1937، وتوفي في 10 أكتوبر 2014. لعب مع نادي ويمبلدون.